# MO：Astray
《MO：Astray 細胞迷途》是由台灣信仰遊戲開發、雷亞遊戲監製而發行的像素風格橫向動作解謎遊戲。遊戲對應Microsoft Windows平台，在2019年10月25日於Steam平台全球發售。

## 遊戲操作
《MO：Astray》為橫向動作解謎遊戲，在遊戲充滿巧思的關卡中會佈滿各式的機關、陷阱、怪物和有毒植物。玩家將扮演在外星廢棄實驗室裡醒來，外表如綠史萊姆般的生命體「MO」，一邊彈跳前進、一邊尋找在廢墟金屬底下埋藏的真相。
遊戲中，MO必須藉由跳躍、黏著和旅途中學會的各種特異能力在迴避致命陷阱的同時尋找出口。玩家可以利用自己的能力，將場景中的險惡環境轉化為自己的優勢。
遊戲有五個章節，「誕生（BRITH）」、「地表（SURFACE）」、「怪物（MONSTERS）」、「系統（SYSTEM）」、「使命（PURPOSE）」，每個章節又分為數個部分，已經通關的段落可以透過系統選單重新挑戰。越到後面的章節關卡難度會不斷升高，但同時MO也會隨著旅途變得更加強大。

## 開發背景
信仰遊戲（Archpray）原為南臺科技大學的學生團隊「SikaMantis」，他們於畢業展時發表了手機遊戲《MØ－Macrophages》並以此獲得了諸多獎項。
雷亞遊戲對於《MØ-Macrophages》的評價很高，因而與南台科大學生，亦是後來《MO：Astray 細胞迷途》製作人的侯景議接洽，多次溝通後，以雷亞遊戲監製、信仰遊戲製作的模式進行共同開發。
在2017年「雷亞嘉年華 - RayarkCon 2017」上，李勇霆發表了正以《Project MO》為名與信仰遊戲進行合作的企劃。
於2018年年底正式將遊戲名稱定為《MO：Astray 細胞迷途》。
遊戲PC版於2019年10月25日在Steam上發售。
2020年9月10日Nintendo Switch版發售。
2020年11月12日手機版發售。

### 音樂製作
《MO：Astray》的遊戲配樂由雷亞遊戲的音樂團隊「SIHanatsuka」操刀製作。其依據不同的關卡樣貌編寫了一系列的音樂設計，同時在音樂中闡述了遊戲背景以及MO與腦海中的神祕聲音之間的關係。音樂製作邀請了法國歌手L Lockser負責詮釋遊戲的主題曲《Epilogue》，主題曲和遊戲中的31首遊戲配樂收錄於與遊戲同時發售的遊戲原聲帶中。

## 评价
遊戲2016年以行動遊戲參賽時獲得多項獎項，包括放視大賞行動遊戲類金獎、4C數位內容競賽優選、青春設計節互動科技和遊戲設計類銀獎，以及巴哈姆特ACG創作大賽遊戲類最佳創意獎與評審團獎。巴哈姆特創作大賽遊戲評審團稱讚遊戲迷人的世界觀、藝術氛圍及創新的玩法，但批評遊戲Bug過多。